# Rudolf von Alt
Rudolf von Alt (n. 28 august 1812, Viena, Imperiul Austriac – d. 12 martie 1905, Viena, Austro-Ungaria) a fost un pictor austriac. 

## Viață, operă
Fiu și discipol al pictorului de vedute Jakob Alt (1789-1872), urmează cursurile Academiei de Artă de la Viena. Își începe cariera pictând interioare și peisaje amănunțite într-o viziune caracteristică stilului Biedermeier. În urma unor călătorii, efectuate prin Austria, Italia, Elveția, Cehia, Dalmația, Ungaria și Galiția optează pentru pictura de vedute, devenind maestrul necontestat al acestui domeniu în arta austriacă (Stephansdom, 1832, Viena, österreichische Galerie). Cu timpul picturile, litografiile, dar mai cu seamă acuarelele sale, scăldate într‑o lumină vie, trădează un interes crescând pentru îmbogățirea cromaticii, într‑o manieră ce trădează influența impresionismului, odată cu diminuarea preocupării pentru redarea exactă a detaliilor desenate, ceea ce îi va aduce apelativele de „Menzel austriac” și „Canaletto vienez”.

## Articole conexe
- Listă de artiști plastici și arhitecți austrieci